# Viereckschanze bei Walpertskirchen

Die „Keltenschanze bei Walpertskirchen“

Bei der Viereckschanze bei Walpertskirchen mit der Denkmalnummer D 1-7737-0052 handelt es sich um eine mit Bäumen und Büschen bewachsene Keltenschanze der Spätlatenezeit mit einer Seitenlänge von etwa 100 × 100 m und einer Höhe von rund 2,5 m. Sie befindet sich in einem Waldstück am Rand von Walpertskirchen (Verwaltungsgemeinschaft Hörlkofen (Oberbayern)) im Landkreis Erding in Bayern.